# Oecetis barbarae
Oecetis barbarae är en nattsländeart som beskrevs av Arturs Neboiss 1989. Oecetis barbarae ingår i släktet Oecetis och familjen långhornssländor. Inga underarter finns listade i Catalogue of Life.